# Vamos a la mesa
Vamos a la mesa fue un programa de cultura gastronómica emitido por Televisión Española, dirigido por José Luis Uribarri y presentado por Maruja Callaved durante el periodo 1967-1968. El programa ha pasado a la historia por ser el primer programa culinario emitido en Radio Televisión Española.

## Antecedentes
En 1958  TVE emitió A mesa y mantel, presentado por Domingo Almendros, un espacio de recetas de cocina dentro de un bloque cultural de mediodía en el que se incluían clases de idiomas y crítica cinematográfica.

## Contenido
Además de las recomendaciones culinarias en "Vamos a la mesa" se daban consejos sobre nutrición. El programa incluía primitivas animaciones.

## Programas de televisión posteriores
El segundo programa de comida de TVE se emitió en 1970 y se tituló Gastronomía. Ambos precedieron al histórico programa Con las manos en la masa (1984-1991) dirigido y presentado por Elena Santonja que marcó el inicio de la tradición de programas de cocina en la televisión española.